# Bieriezino (rejon rudniański)
Bieriezino (ros. Березино) – wieś (ros. деревня, trb. dieriewnia) w zachodniej Rosji, w osiedlu wiejskim Lubawiczskoje rejonu rudniańskiego w obwodzie smoleńskim.

## Geografia
Miejscowość położona jest rzeką Małaja Bieriezina, 9 km od granicy z Białorusią, 26 km od drogi magistralnej M1 «Białoruś», przy drodze regionalnej 66N-1608 (R120 / Rudnia – Lubawiczi – Wołkowo), 3,5 km od drogi federalnej R120 (Orzeł – Briańsk – Smoleńsk – granica z Białorusią), 2 km od najbliższej stacji kolejowej (Rudnia), 13 km od centrum administracyjnego osiedla wiejskiego (Lubawiczi), 2,5 km od centrum administracyjnego rejonu (Rudnia), 64,5 km od Smoleńska.
W granicach miejscowości znajdują się ulice: Bieriezinskaja, Centralnaja, Centralnyj pierieułok, Lesnaja, Ługowaja, Mira, Nabierieżnaja, Parkowaja 1-ja, Parkowaja 2-ja, Sadowaja, Siewiernaja, Sirieniewaja, Szkolnaja, Wostocznaja, Zariecznaja, Zielonaja.

## Demografia
W 2010 r. miejscowość zamieszkiwały 764 osoby.

## Historia
W czasie II wojny światowej od lipca 1941 roku dieriewnia była okupowana przez hitlerowców. Wyzwolenie nastąpiło w październiku 1943 roku.
Uchwałą z dnia 20 grudnia 2018 roku w skład jednostki administracyjnej Lubawiczskoje weszły wszystkie miejscowości (w tym Bieriezino) zlikwidowanego osiedla wiejskiego Kazimirowskoje.